# Ministerio de Defensa Nacional (Rumania)
El Ministerio de Defensa Nacional (en rumano: Ministerul Apărării Naționale) es uno de los quince ministerios que forman parte del Gobierno de Rumania. El Ministerio lleva a cabo la defensa nacional, de acuerdo con la ley y la estrategia de seguridad nacional para salvaguardar la soberanía, independencia y la unidad del Estado, así como la integridad territorial el país y la democracia constitucional. Desde su creación hasta 1965 fue denominado Ministerio de Guerra (en rumano: Ministru de Război).
El Ministerio de Defensa es responsable ante el Parlamento, el Gobierno y el Consejo Supremo de Defensa para la aplicación de la Constitución, otras leyes en vigor, decisiones del gobierno y del Consejo Supremo de Defensa y los tratados internacionales de los que Rumania forma parte. En junio de 2010, el Ministerio de Defensa tenía 83.104 empleados, soldados y civiles.